# Christopher Clapham
Christopher S. Clapham (* 20. März 1941) ist ein britischer Afrikanist und Politikwissenschaftler. Er ist Professor im Ruhestand am Centre of African Studies der Universität Cambridge.

## Leben und Wirken
Christopher Clapham studierte Politikwissenschaft und Geschichte an der Universität Oxford. Dort erwarb er 1966 den Magistergrad und promovierte 1967 zum Ph.D. mit einer Dissertation über die Geschichte der Regierung von Äthiopien in der Zeit von 1941 bis 1966. Von 1966 bis 1967 hatte er sich bereits zu Forschungszwecken in diesem Land aufgehalten und als Dozent an der Universität Addis Abeba gearbeitet. Von 1968 bis 1971 war er dann als Dozent an der University of Manchester tätig, im Jahre 1970 außerdem an der University of the West Indies. 
Von 1974 an lehrte er an der Lancaster University, zunächst als Senior Lecturer und von 1989 bis 2002 als Professor für Politik und Internationale Beziehungen. Ab 2000 übernahm er eine Professur an der University of Cambridge am dortigen Centre of African Studies. Clapham beschäftigt sich vor allem mit der Politik in Äthiopien, den Staaten am Horn von Afrika sowie der Außenpolitik der afrikanischen Staaten.
Von 1997 bis 2012 war Clapham Herausgeber der Zeitschrift Journal of Modern African Studies.

## Veröffentlichungen (Auswahl)
- Haile-Selassi's government. Praeger, New York 1969 (= Dissertation Universität Oxford).
- Liberia and Sierra Leone. An essay in comparative politics. Cambridge University Press, Cambridge 1976, ISBN 0-521-21095-X.
- (Hrsg.): Foreign policy making in developing states. A comparative approach. Saxon House, Farnborough 1977, ISBN 0-566-00173-X.
- (Hrsg.): Private patronage and public power. Political clientelism in the modern state. Pinter, London 1982, ISBN 0-86187-223-1.
- (Hrsg.): The political dilemmas of military regimes. Croom Helm, London 1985, ISBN 0-7099-3416-5.
- Third world politics. An introduction. Croom Helm, London 1985, ISBN 0-7099-0757-5.
- Revolutionary socialist development in Ethiopia. In: African affairs, Bd. 86 (1987), Nr. 343, S. 151–165.
- Transformation and continuity in revolutionary Ethiopia (= African studies, Bd. 61). Cambridge University Press, Cambridge 1988, ISBN 0-521-33441-1.
- The collapse socialist development in the Third World. In: Third world quarterly, Bd. 13 (1992), S. 13–25.
- State, society and political institutions in revolutionary Ethiopia. In: James Manor (Hrsg.): Rethinking Third World politics. Longman, London 1992, S. 242–266, ISBN 0-582-07459-2.
- Africa and the international system. The politics of state survival (= Cambridge studies in international relations, Bd. 50). Cambridge University Press, Cambridge 1996, ISBN 0-521-57207-X.
- (Hrsg.): African guerillas. Currey, Oxford 1998, ISBN 0-85255-815-5.
- Degrees of statehood. In: Review of international studies, Bd. 24 (1998), H. 2, S. 143–157.
- The foreign policies of Ethiopia and Eritrea. In: Stephen Wright (Hrsg.): African foreign policies. Westview Pres, Boulder, Colo. 1999, S. 84–99, ISBN 0-8133-2406-8.
- Rewriting Ethiopian history. In: Annales d'Ethiopie, Bd. 18 (2002), S. 37–54.
- (Mithrsg.): Big African states. Wits University Press, Johannesburg 2006, ISBN 1-86814-425-9.
- Von der Befreiungsbewegung zur Regierung. Altlasten und Herausforderungen des Machtübergangs in Afrika. In: KAS-Auslandsinformationen (Konrad-Adenauer-Stiftung), Bd. 29 (2013), H. 1–2, S. 44–65.
- The Horn of Africa. State formation and decay. Hurst & Company, London 2017, ISBN 1-84904-828-2 (2. Aufl. 2023, ISBN 978-1-78738-965-6).
- Ethiopia's political economy from the imperial period to the present. In: Fantu Cheru u. a. (Hrsg.): The Oxford handbook of the Ethiopian economy. Oxford University Press, Oxford 2019, S. 33–47, ISBN 978-0-19-881498-6.